# Diphuia flinti
Diphuia flinti är en tvåvingeart som beskrevs av Wayne N. Mathis 1997. Diphuia flinti ingår i släktet Diphuia och familjen vattenflugor.
Artens utbredningsområde är Dominikanska republiken. Inga underarter finns listade i Catalogue of Life.